# Diocesi di Ezani

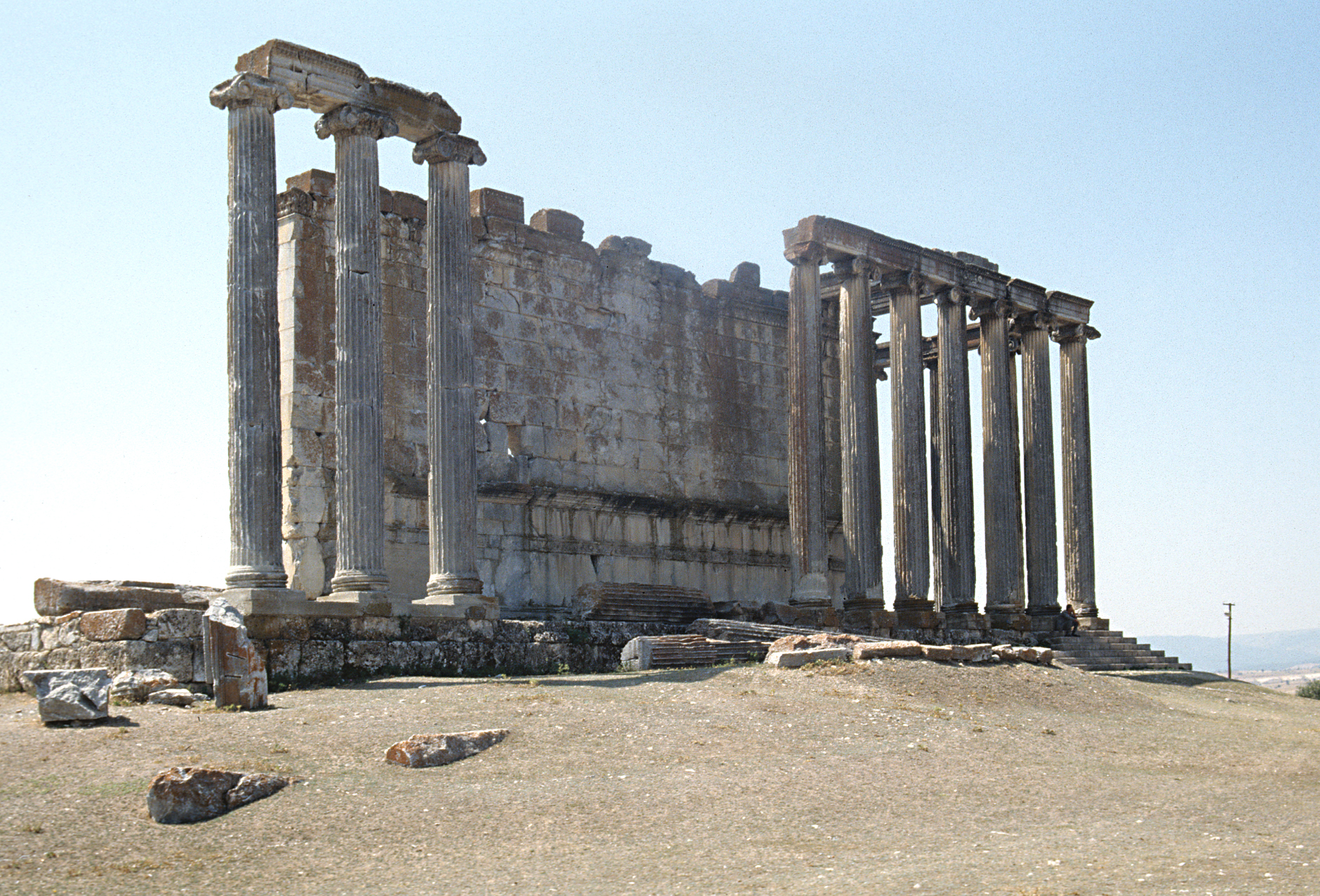
Rovine di Aizanoi.

La diocesi di Ezani (in latino Dioecesis Aezanitana) è una sede soppressa del patriarcato di Costantinopoli e una sede titolare della Chiesa cattolica.

## Storia
Ezani, identificata con le rovine a Çavdarhisar nell'odierna Turchia, è un'antica sede episcopale della provincia romana della Frigia Pacaziana nella diocesi civile di Asia. Faceva parte del patriarcato di Costantinopoli ed era suffraganea dell'arcidiocesi di Gerapoli.
Inizialmente suffraganea dell'arcidiocesi di Laodicea, Ezani entrò a far parte della provincia ecclesiastica dell'arcidiocesi di Gerapoli quando la Frigia Pacaziana fu divisa in due province. Nella Notitia Episcopatuum attribuita allo pseudo-Epifanio (metà del VII secolo), la sede appare ancora nella provincia di Laodicea, mentre negli atti del secondo concilio di Nicea (787), il vescovo Giovanni firmò assieme ai vescovi suffraganei di Gerapoli. La diocesi è documentata nelle Notitiae Episcopatuum del patriarcato di Costantinopoli fino al XII secolo.
Sono sei i vescovi noti di questa antica sede episcopale. Pistico partecipò al primo concilio di Nicea nel 325. Pelagio nel 518 sottoscrisse la petizione che il sinodo di Costantinopoli inviò al patriarca Giovanni II in favore della definizione di fede di Calcedonia e contro Severo di Antiochia e il partito monofisita; ancora Pelagio, forse la stessa persona, prese parte al concilio di Costantinopoli del 553. Un'iscrizione, databile tra V e VI secolo e che ricorda la consacrazione di un santuario dedicato a santo Stefano, menziona il vescovo Epifanio. Gregorio assistette al concilio in Trullo del 692, Giovanni al secondo concilio di Nicea, e Teofane ai due concili di Costantinopoli dell'869-870 e dell'879-880.
Dal XIX secolo Ezani è annoverata tra le sedi vescovili titolari della Chiesa cattolica; la sede è vacante dal 10 agosto 1974.

## Cronotassi

### Vescovi greci
- Pistico † (menzionato nel 325)
- Pelagio † (prima del 518 - dopo il 553)
- Epifanio † (V/VI secolo)
- Gregorio † (menzionato nel 692)
- Giovanni † (menzionato nel 787)
- Teofane † (prima dell'869 - dopo l'879)

### Vescovi titolari
- Pietro Andrea Viganò, S.I. † (11 maggio 1909 - 13 febbraio 1921 deceduto)
- Antonius van Velsen, S.I. † (21 gennaio 1924 - 6 maggio 1936 deceduto)
- Gregorio Modrego y Casaus † (8 giugno 1936 - 30 dicembre 1942 nominato vescovo di Barcellona)
- Jean Gay, C.S.Sp. † (13 gennaio 1943 - 17 maggio 1945 succeduto vescovo di Guadalupa e Basse-Terre)
- Pedro Arnoldo Aparicio y Quintanilla, S.D.B. † (22 febbraio 1946 - 27 novembre 1948 nominato vescovo di San Vicente)
- John Evangelist McBride, O.F.M. † (21 aprile 1949 - 11 gennaio 1951 nominato vescovo di Kokstad)
- Federico Emanuel, S.D.B. † (16 aprile 1952 - 2 gennaio 1962 deceduto)
- Gaetano De Cicco † (22 marzo 1962 - 14 novembre 1962 deceduto)
- Marcello Rosina † (31 gennaio 1963 - 10 agosto 1974 nominato vescovo di Nepi e Sutri)